# コーザ・ノストラ (映画)
『コーザ・ノストラ』（原題：Lucky Luciano）は、1973年制作のイタリア・フランス・アメリカ合衆国の犯罪映画。
アメリカ合衆国におけるイタリア系犯罪組織コーサ・ノストラを作り上げ、その頂点に君臨したラッキー・ルチアーノの生涯を、第二次世界大戦後のイタリアへの強制送還後の人生に焦点を当てて描いた実録マフィア映画。フランチェスコ・ロージ監督。

## キャスト
- ラッキー・ルチアーノ：ジャン・マリア・ヴォロンテ（吹替：中丸忠雄）
- ジーン・ジャンニーニ：ロッド・スタイガー（吹替：富田耕生）
- チャールズ・シラグーサ捜査官：チャールズ・シラグーサ[2]（吹替：大木民夫）
- ハリー・J・アンスリンガー（英語版）麻薬捜査局長官：エドモンド・オブライエン（吹替：神田隆）
- チャールズ・ポレッティ（英語版）大佐：ヴィンセント・ガーディニア（吹替：穂積隆信）
- ヴィト・ジェノヴェーゼ：チャールズ・シオフィ
- コンテッサ：マグダ・コノプカ
- ハーランズ（英語版）判事：ラリー・ゲイツ

※テレビ放送：NET「日曜洋画劇場」1976年10月3日